# Geraldine McQueen (vận động viên)
Geraldine McQueen (sinh ngày 3 tháng 2 năm 1976) là một vận động viên chạy cự ly trung bình người Grenada đã nghỉ hưu. Cô đã lập kỷ lục quốc gia Grenada trong 3000 mét vào năm 1991 tại Đại hội Thể thao CARIFTA. Geraldine sau đó di cư sang Hoa Kỳ và tham dự và thi đấu cho trường trung học Martin Luther King.

## Thành tích giải đấu
| Năm                  | Giải đấu             | Địa điểm                           | Thứ hạng             | Nội dung             | Chú thích            |
| Representing Grenada | Representing Grenada | Representing Grenada               | Representing Grenada | Representing Grenada | Representing Grenada |
| -------------------- | -------------------- | ---------------------------------- | -------------------- | -------------------- | -------------------- |
| 1991                 | CARIFTA Games        | Port of Spain, Trinidad and Tobago | 3rd                  | 3000 m (U20)         | 10:08.2              |
| 1991                 | CARIFTA Games        | Port of Spain, Trinidad and Tobago | 3rd                  | 1500 m (U17)         | 4:50.13              |
| 1992                 | CARIFTA Games        | Nassau, Bahamas                    | 3rd                  | 3000 m (U20)         | 10:43.21             |
| 1992                 | CARIFTA Games        | Nassau, Bahamas                    | 3rd                  | 1500 m (U17)         | 4:51.65              |
| 1993                 | CARIFTA Games        | Fort-de-France, Martinique         | 3rd                  | 3000m (U20)          | 10:44.96             |
| 1993                 | CARIFTA Games        | Fort-de-France, Martinique         | 3rd                  | 1500m (U20)          | 4:48.90              |